# Bedelliidae
Bedelliidae es una pequeña familia de lepidópteros pequeños de alas estrechas, con un único género, Bedellia, anteriormente incluido en la familia Lyonetiidae. La familia aun está incluida por algunos autores en Lyonetiidae como la subfamilia Bedelliinae.

## Especies
| Nombre                                | Sinonimia         | Plantas donde las larvas se alimentan                                                                 |
| ------------------------------------- | ----------------- | --- |
| Bedellia boehmeriella                 |                   | Boehmeria grandis                                                                                     |
| Bedellia cathareuta Meyrick, 1911     |                   | |
| Bedellia ehikella (Szöcs, 1967)       |                   | |
| Bedellia enthrypta                    |                   | Porana paniculata                                                                                     |
| Bedellia ipomoella Kuroko, 1982       |                   | |
| Bedellia luridella Müller-Rutz, 1922  |                   | |
| Bedellia minor                        |                   | Ipomoea                                                                                               |
| Bedellia oplismeniella                |                   | Oplismenus compositus, Panicum torridum                                                               |
| Bedellia orchilella                   |                   | Ipomoea batatas, Solanum melongena                                                                    |
| Bedellia psamminella                  |                   | |
| Bedellia silvicolella Klimesch, 1968  |                   | |
| Bedellia somnulentella (Zeller, 1847) | Bedellia ipomoeae | Betula papyrifera, Calystegia sepium, Convolvulus, Ipomoea, Salix, Sisymbrium irio, Solanum melongena |
| Bedellia spectrodes Meyrick, 1931     |                   | |
| Bedellia struthionella                |                   | Panicum torridum                                                                                      |
| Bedellia terenodes                    |                   | Ipomoea                                                                                               |
| Bedellia yasumatsui Kuroko, 1972      |                   | |